# Yūsuke Satō
Yūsuke Satō (jap. 佐藤 悠介 Satō Yūsuke; ur. 2 listopada 1977) – japoński piłkarz występujący na pozycji pomocnika.

## Kariera klubowa
Od 1996 do 2010 roku występował w klubach Nagoya Grampus Eight, Vissel Kobe, Omiya Ardija, Montedio Yamagata, Cerezo Osaka, Shonan Bellmare, Tokyo Verdy i Tochigi SC.